# Pałac w Staniszowie
Pałac w Staniszowie – zabytkowy pałac w Staniszowie w województwie dolnośląskim, w powiecie karkonoskim, w gminie Podgórzyn.

## Historia
Pierwotnie był to renesansowy dwór wzniesiony prawdopodobnie w II połowie XVI w. Z tego czasu przypuszczalnie pochodzą grube (powyżej 1 m) mury powyżej, określające kształt pierwotnego budynku. Renesansowy zarys murów pokrywa się z korpusem głównym pałacu, bez części wschodniej, która mogła powstać w I połowie XVIII w. (sklepienia lunetowe i krzyżowe); z tego czasu mogą pochodzić też alkierze północne. Największa przebudowa odbyła się po roku 1787 na zlecenie księcia Heinricha von Reuss. Dworowi nadano wówczas późnobarokową charakterystykę, nastąpiła zmiana wystroju wnętrz, w których utworzono m.in. galerię obrazów. W roku 1818 pałac przebudowano w stylu klasycystycznym. W roku 1887 powiększono budowlę o skrzydło wschodnie i przebudowano pałac. Przybudówka południowo-wschodnia jest efektem XX wiecznej rozbudowy i renowacji budynku. 
Pałac jest własnością prywatną. Mieści się w nim hotel oferujący 43 pokoje (w tym 5 apartamentów) z restauracją oraz strefą spa z basenem. Odbywa się w nim również festiwal „Muzykalia Staniszowskie”. Do właścicieli hotelu przynależy również galeria sztuki oraz sklep z meblami „MaisondeRome INTERIOR DESIGN” znajdujący się przy budynku hotelu.

## Opis obiektu
Pałac założony jest na planie prostokąta z bocznymi alkierzami, trzykondygnacyjny, trzytraktowy, nakryty dachem naczółkowym z lukarnami. Nad portalem od strony ogrodu kartusz z herbem von Reuss z datami budowy i rozbudowy 1787 1887.
Obiekt z otwarty dziedzińcem od strony ogrodu. W pomieszczeniach przyziemia sklepienia krzyżowe i kolebkowe. Zachowana część wyposażenia: oryginalna stolarka drzwi, boazerie, mozaiki parkietowe, sztukateria stropów i sklepień, cztery  kominki stiukowe, malowidła ścienne saloniku ogrodowego.

Pałac otacza park krajobrazowy w stylu angielskim założony przez księcia von Reuss na przełomie XVIII/XIX wieku. W pobliżu pałacu znajduje się dawna oficyna – oranżeria.

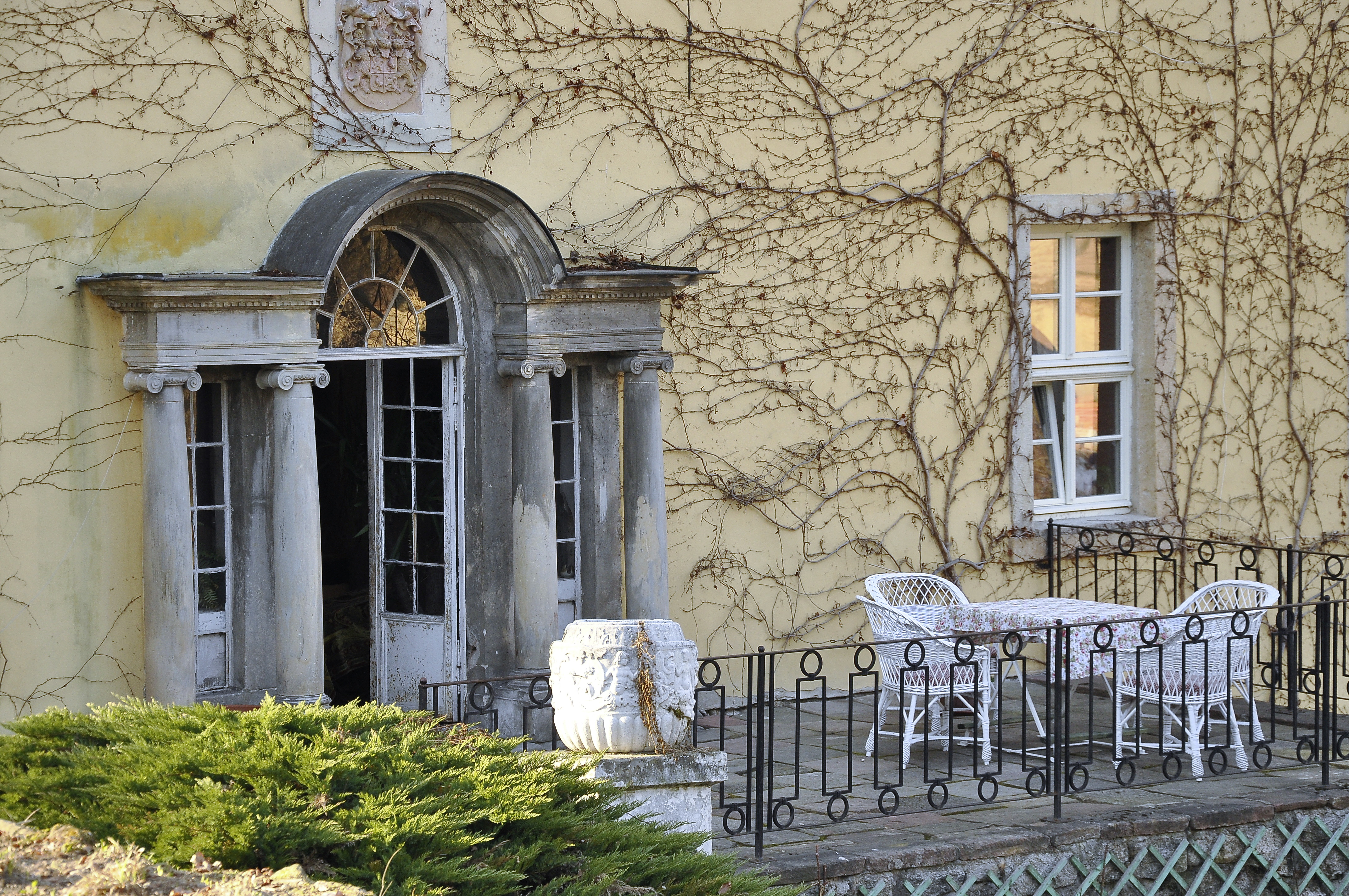
Portal z herbem Reuss
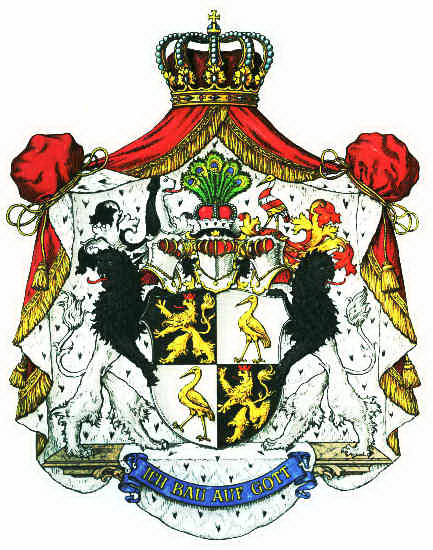
Herb von Reuss

## Zobazcz też
- Dwór w Staniszowie, nr 68
- Pałac na Wodzie w Staniszowie, nr 23
- Zamek Henryka